# Palacio Arzobispal de Popayán
El Palacio Arzobispal de Popayán, conocido también como Curia Arzobispal es el edificio sede de la Arquidiócesis de Popayán, ubicado al costado suroeste del Parque Caldas enmarcado entre la Calle Real de las Catedrales (Calle 5) y la Calle del Reloj (Carrera 7) en pleno centro histórico de la capital del departamento del Cauca en Colombia
El recinto no llega a abarcar hasta la esquina ya que ahí se ubica la conocida Torre del Reloj la cual es rodeada por sus lados sur y oriente, mientras que a su extremo opuesto se erige la Catedral de Nuestra Señora de la Asunción. El palacio es la residencia del Arzobispo de Popayán y su curia, donde se ubican los despachos del jerarca, junto con las oficinas que animan el proceso de evangelización que adelanta la Iglesia católica en toda su jurisdicción.

## Historia

### Antecedentes
Desde la creación de la diócesis de Popayán el 1 de septiembre de 1546 por bula del papa SS Pablo III, se vio la necesidad tanto de levantar la iglesia mayor como de una casa para los obispos, así que se destinaron los solares al sur de la plaza para este fin, después de inaugurado el primer templo como choza pajiza, este no soportaría las inclemencias del clima y los sismos sobre todo el de 1736 que devastó todo el conjunto, incluida la humilde residencia del obispo, por lo que se edificó la segunda catedral por gestiones del jerarca fray Diego Domingo de Ulloa junto con el capítulo, las autoridades civiles y los habitantes,que tenía la peculiaridad de estar orientada hacia el occidente y su fachada o atrio principal daba a la actual carrera 7 muy semejante en modelo a la de Catedral de Quito, en ese tiempo la iglesia ya tenía como campanario la Torre del Reloj construida hacia 1682 pero de nuevo este templo no aguantó los embates de los sismos junto a las constantes lluvias que dejaban al edificio con preocupantes grietas y goteras y en 1785 fue desmantelada por el deterioro y la amenaza que suponía su colapso

### Construcción

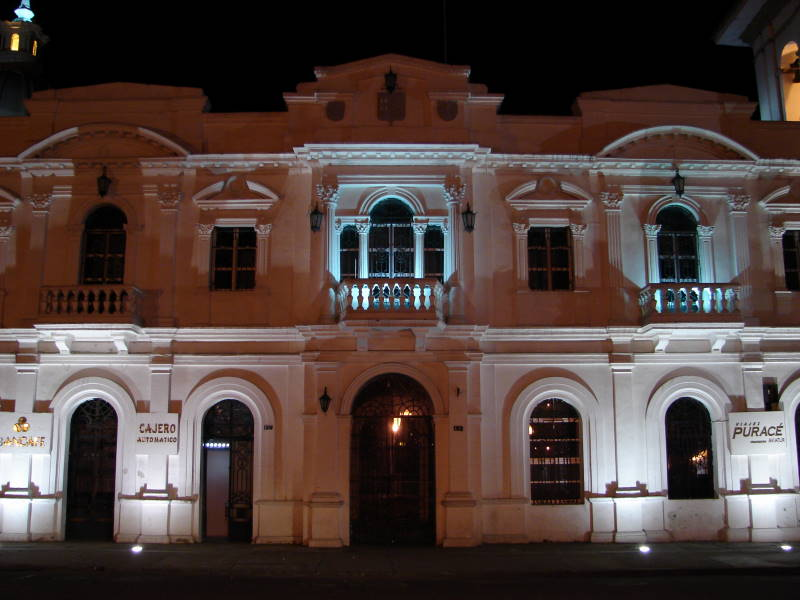
Vista del balcón central norte del Palacio Arzobispal sobre la Calle Real de las Catedrales.

Al ser derruida la segunda catedral en 1785 se emprendió la construcción de una nueva obra pero esta vez ya orientada hacia el parque, dejando un terreno baldío que dejaba a la Torre campanario aislada siendo solo unidos y delimitado por una pared, esto permaneció así hasta que a mediados del siglo XX se decidió construir un palacio sobre el terreno baldío en tiempos de monseñor Maximiliano Crespo Rivera, para sustituir la casa provisional que desde el siglo XVIII era usada como morada del arzobispo, la casona que hoy en día se erige en la esquina de las calles del Reloj y del Chirimoyo (Carrera 7 con Calle 6).
Este palacio fue finalmente construido en 1940,resistió con admiración el Terremoto de 1983 mientras la mayoría de edificios a su alrededor sufrieron graves averías y destrozos.

## Características arquitectónicas
El palacio de la curia arzobispal es de estilo ecléctico con influencias neoclásicas contando con 3 balcones y una puerta de acceso en cada una de sus dos fachadas, pero solo la de la Calle 5 está en uso, en el primer piso también cuenta en varios locales comerciales y ventanas con arcos de medio punto, es de destacar sus dos patios rodeados con arcadas pero destaca el principal que tiene un torreón en uno de sus extremos con merlones que rodean su cima.